# Nazik Avdalyan
Nazeli "Nazik" Avdalyan (en armeni: Նազելի "Նազիկ" Ավդալյան) (Gyumri, 31 d'octubre de 1986) és una aixecadora d'halterofilia armènia.

## Biografia
Avdalyan va guanyar una medalla d'or al Campionat del Món d'halterofília de 2009, fet que la va convertir en la primera aixecadora de la República d'Armènia a guanyar una medalla d'or al Campionat del Món d'halterofília i la primera dona d'Armènia a guanyar un campionat del món en qualsevol esport.
La Federació de Periodistes Esportius Armènia va fer una enquesta anual entre 52 periodistes esportius armenis que van votar a Nazik Avdalyan com la millor esportista armènia del 2009. Avdalyan va guanyar per un rècord de 520 punts.
El 26 d'abril de 2010 Avdalyan va patir un accident de cotxe a l'autopista Erevan-Gyumri en el qual va patir múltiples fractures òssies i una lesió a la columna. Després del procés de rehabilitació, Avdalyan va anunciar que podria tornar a competir el 2013. Després de set anys d'absència, l'aixecadora va fer una gran remuntada i va guanyar una medalla d'or al Campionat d'Europa d'halterofília de 2016. Aquell mateix any va participar en els Jocs Olímpics d'Estiu de Rio de Janeiro, en els quals va acabar en cinquena posició en la categoria de 69 kg.
Nazik Avdalyan està casada des del 2012 amb l'aixecador de peses Erik Karapetyan. El 2018, Avdalyan es va retirar de la competició esportiva.

## Palmarès
| Campionat del Món  | Campionat del Món            | Campionat del Món | Campionat del Món |
| Año                | Lloc                         | Medalla           | Categoria         |
| ------------------ | ---------------------------- | ----------------- | ----------------- |
| 2009               | Goyang ( Corea del Sud)      | 1                 | 69 kg             |
| Campionat d'Europa |                              |                   |                   |
| Año                | Lloc                         | Medalla           | Categoria         |
| 2007               | Estrasburg ( França)         | 2                 | 69 kg             |
| 2008               | Lignano Sabbiadoro ( Itàlia) | 1                 | 69 kg             |
| 2009               | Bucarest ( Romania)          | 2                 | 69 kg             |
| 2016               | Førde ( Noruega)             | 1                 | 69 kg             |